# Kapi-Králik Jenő
Kapi-Králik Jenő (Sopron, 1906. szeptember 23. – Budapest, 1978. április 9.) magyar zeneszerző, zenepedagógus, orgonaművész.

## Életpályája
Zenei tanulmányait szülővárosában kezdte el Kárpáti Sándor zenepedagógusnál; 1917-től a Soproni Evangélikus Líceumban tanult. 1925-ben érettségizett. 1925-ben a Pázmány Péter Tudományegyetemen kezdett jogi tanulmányokat, de ezt később nem folytatta. 1926-tól a Liszt Ferenc Zeneművészeti Főiskola hallgatójaként Siklós Albert (1878–1942) növendéke volt; 1929-ben zeneszerzési végbizonyítványt, majd 1930-ban tanítóképzői zenetanári oklevelet szerzett; 1933-ban Zalánfy Aladár (1887–1959) növendékeként végezte el az orgona szakot. Tanárai voltak: Unger Ernő (1900–1968), Harmat Artúr (1885–1962), Geyer József (1887–1953) és Molnár Géza (1870–1933) is. Főiskolásként rendszeresen játszott orgonán a budapesti Dohány utcai zsinagógában. 1933–1942 között a Deák téri evangélikus templomban orgonált, az Evangélikus Leánygimnáziumban oktatott. 1942–1954 között a kelenföldi evangélikus egyházközség kántora volt. 1954–1958 között a budapesti VII. kerületi tanítóképzőben oktatott zenét. 1958–1962 között Soroksáron az ének-zene tagozatú általános iskola tanára volt.
Zenekari műveket, kórusműveket és orgonaműveket írt. Zenetanítással kapcsolatos tankönyvek írásában is közreműködött.

## Családja
Szülei: Králik Gusztáv (1875–1961) festőművész volt, a soproni evangélikus líceum rajztanára és Kapi Julianna (1885-1935) voltak. Nagyapja volt Kapi Gyula (1850–1923) tanítóképző-intézeti igazgató, zeneszerző, zenepedagógus, a magyarországi evangélikus egyházzene egyik kiemelkedő alakja. Anyai nagybátyja, Kapi Béla (1879–1957) 1916–1948 között a dunántúli egyházkerület meghatározó püspöke volt.
Sírja a Farkasréti temetőben található (1/7-6-8).

## Művei
- A soproni Stark-féle virginálkönyv 1689-ből In: Soproni Szemle, 1937.
- “Térj magadhoz, drága Sion”, korálelőjáték In: Soproni Szemle, 1938.
- Karácsonyi Ének In: Soproni Szemle, 1939.